# شالتوك (مقاطعة فومن)
شالتوك (بالفارسية: شالتوک) هي قرية تقع في غيلان في إيران. يقدر عدد سكانها بـ 155 نسمة بحسب إحصاء 2016.